# Valérie Kaprisky
Valérie Kaprisky, nata Valérie Chérès (Neuilly-sur-Seine, 19 agosto 1962), è un'attrice francese.

## Biografia
Nasce nella banlieue parigina da padre di origini turco-argentine e madre di origini polacche, della quale adotterà in seguito il cognome. Quando ha 8 anni, la sua famiglia si trasferisce a Cannes, dove alcuni amici dei suoi genitori le faranno scoprire la settima arte grazie al Festival del Cinema. Nel 1975, assistendo al passaggio di Romy Schneider sulla Croisette, Valérie si persuade a tentare anche lei una carriera sul grande schermo: a 17 anni, ritorna da sola a Parigi e si iscrive alla scuola di recitazione Florent. Dopo essere apparsa in alcuni spot pubblicitari, viene notata da Jean-Marie Poiré, che le offre il suo primo ruolo sul grande schermo nel film Les hommes préfèrent les grosses (1981).
Nel 1982 ottiene il suo primo ruolo importante in Afrodite, cui seguirà il debutto a Hollywood con All'ultimo respiro, diretto da Jim McBride - remake statunitense del film Fino all'ultimo respiro (1960) di Jean-Luc Godard - nel quale è la sensuale partner di Richard Gere, con cui ha una tempestosa relazione anche fuori dal set. Stroncata dalla critica, ma apprezzata dal pubblico per la sua bellezza, torna a lavorare in Francia, dove nel 1984 il suo ruolo di spregiudicata aspirante attrice, che intrattiene una relazione sessuale con un regista, nel film La femme publique di Andrzej Żuławski le vale una candidatura al premio César per la migliore interprete femminile. Il film, in cui la Kaprisky si mostra senza veli, si rivela un successo e contribuisce ampiamente a far decollare la sua carriera.
Valérie Kaprisky continua a interpretare ruoli conturbanti: adolescente seduttrice e manipolatrice in La medusa (1984), focosa gitana che cambia completamente la vita di un uomo nel film La Gitane (1986) di Philippe de Broca, giovane donna misteriosa dall'equivoco passato in Milena (1991), o ancora madre divorata da un'inattesa passione in Mouvements du désir (1994). Il fatto che si spogli con generosità ne La medusa, come già ne La femme publique, contribuisce a mantenere viva l'attenzione del pubblico sulla sua bellezza.
Alla fine degli anni ottanta, la Kaprisky decide di non spogliarsi più sul set. In proposito, dichiarerà in seguito: «è vero, di colpo ho iniziato ad avere un problema con la mia nudità. Avevo accettato di recitare nuda perché negli anni ottanta la maggior parte dei ruoli femminili lo esigeva, ma avevo l'impressione che venissi scelta solo per questa mia disponibilità. A un certo punto, ritrovarmi nuda in scena mi è sembrato insopportabile!», ammettendo che questo suo rifiuto di girare scene di nudo integrale aveva contribuito a far sì che le proposte di ruoli da interpretare diventassero sempre più rare. Inoltre, la carriera della Kaprisky risulterà condizionata dall'insuccesso commerciale del film Milena.
Meno richiesta di un tempo, continuerà tuttavia a comparire sul grande schermo, diretta da Alexandre Arcady nel film Dimmi di sì (1995), e poi da Raúl Ruiz in Une place parmi les vivants (2003), nel quale interpreta uno dei ruoli principali. Eclettica, non esita a mettersi alla prova in generi cinematografici diversi, come nella commedia poliziesca Due per un delitto (2005), nel quale ritrova André Dussollier, che era già stato suo partner in Mon ami le traître (1988), o nel dramma sociale Les Irréductibles (2006). Nel 2009 è una dei protagonisti della miniserie L'Internat, diffusa dall'emittente M6, che però non viene proseguita per una seconda stagione.

## Filmografia
- Le Jour se lève et les conneries commencent, regia di Claude Mulot (1981) - Come Valérie Chérès
- Les hommes préfèrent les grosses, regia di Jean-Marie Poiré (1981) - Come Valérie Chérès
- Une glace avec deux boules ou je le dis à maman, regia di Christian Lara (1982) - Come Valérie Chérès
- Afrodite (Aphrodite), regia di Robert Fuest (1982)
- Legittima difesa (Légitime violence), regia di Serge Leroy (1982)
- All'ultimo respiro (Breathless), regia di Jim McBride (1983)
- La femme publique, regia di Andrzej Żuławski (1984)
- La medusa (L'Année des méduses), regia di Christopher Frank (1984)
- La Gitane, regia di Philippe de Broca (1986)
- Mon ami le traître, regia di José Giovanni (1988)
- Stradivari, regia di Giacomo Battiato (1988)
- Milena, regia di Véra Belmont (1991)
- La fine è nota, regia di Cristina Comencini (1993)
- Mouvements du désir, regia di Léa Pool (1994)
- Dimmi di sì (Arcady) (Dis-moi oui...), regia di Alexandre Arcady (1995)
- Glam, regia di Josh Evans (2001)
- Fenêtre sur couple, regia di Claude Lallemand - Cortometraggio (2003)
- Une place parmi les vivants, regia di Raúl Ruiz (2003)
- L'acqua... il fuoco, regia di Luciano Emmer (2003)
- Due per un delitto (Mon petit doigt m'a dit...), regia di Pascal Thomas (2005)
- Les Irréductibles, regia di Renaud Bertrand (2006)
- Le Coeur des hommes 2, regia di Marc Esposito (2007)
- Parliamo delle mie donne (Salaud, on t'aime), regia di Claude Lelouch (2014)
- L'ultimo mercenario (Le Dernier Mercenaire), regia David Charhon (2021)

### Televisione
- L'Amérique en otage (1991)
- Noël et après (1995)
- L'Enfant du bout du monde (1997)
- La Dernière des romantiques (1998)
- Il tesoro di Damasco – miniserie TV (1998)
- Brigade des mineurs (1999)
- Toute la ville en parle (2000)
- Sentiments partagés (2002)
- L'Homme de mon choix (2004)
- Moitié-moitié (2004)
- Jaurès, naissance d'un géant (2005)
- Galilée (2005)
- L'Internat (2009)
- Astrid e Raphaëlle (Astrid et Raphaëlle) – serie TV, 4 episodi (2022)